# Wurtzburgo
Wurtzburgo ou Vurzburgo (em alemão: Würzburg) é uma cidade francônia ao norte do estado da Baviera, Alemanha e está localizada na região administrativa de Baixa Francónia.
Wurtzburgo é uma cidade independente (Kreisfreie Stadt) ou distrito urbano (Stadtkreis), ou seja, possui estatuto de distrito (Kreis).

## História
As primeiras marcas da ocupação humana, datam do ano 1000 a.C. com uma povoação celta, no local onde localiza-se a Fortaleza Marienberg hoje em dia.
A partir de 686 os missionários irlandeses Ciliano, Colonato e Totnano cristianizaram a região. A primeira diocese foi fundada por São Bonifácio em 742[carece de fontes?], que nomeou o primeiro bispo, S. Burcardo. Os bispos criam um ducado que estenderam por grande parte da Francónia.
A primeira igreja da cidade foi construída em 788, no local onde hoje encontramos a Catedral de Wurtzburgo .[carece de fontes?]
A universidade foi fundada em 1402 e refundada em 1582.
Em 1720 começaram os trabalhos de construção da Würzburger Residenz, palácio que substituiu a Festung Marienberg, enquanto residência do Príncipe-Bispo de Wurtzburgo.
Napoleão constituiu o Grão-Ducado de Wurzburgo em 1805, entregue ao ex-Grão duque da Toscana, Fernando de Habsburgo-Lorena.
Em 1814 a cidade passou a fazer parte da Baviera.
Durante a Segunda Guerra Mundial, em 16 de Março de 1945, cerca de 85% da cidade foi destruída por cerca de 225 bombardeiros Lancaster em 17 minutos pela Real Força Aérea. A maior parte das igrejas, catedrais e outros monumentos não sobreviveu, enquanto o centro da cidade, datando da época medieval, foi totalmente destruído por um incêndio no qual 5000 pessoas morreram. Durante os 20 anos seguintes, os edifícios de importância histórica foram cuidadosamente reconstruídos.

## Património edificado
Em Wurtzburgo podemos encontrar muitos monumentos, entre os quais se destacam os seguintes:

### Residência de Wurtzburgo

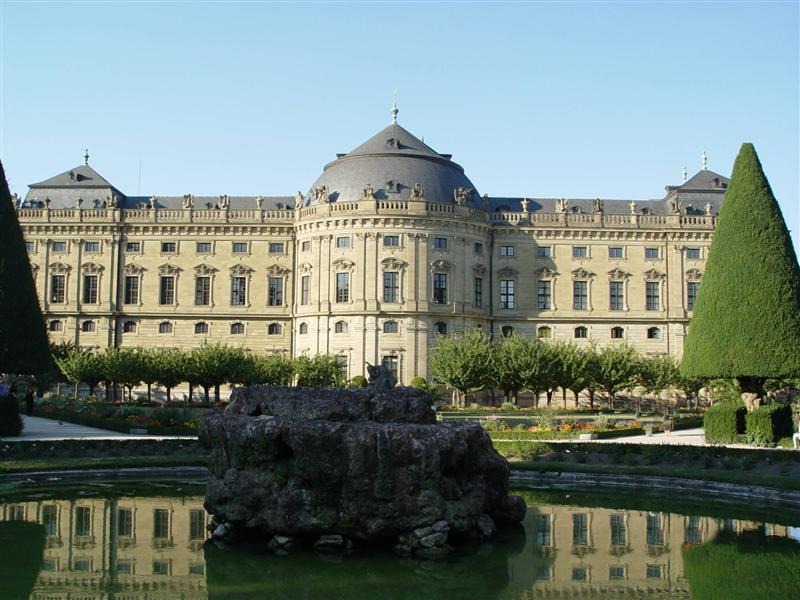
Würzburger Residenz

A Residência de Wurtzburgo, sob o projecto do arquitecto Balthasar Neumann, por encomenda do príncipe-bispo de Wurtzburgo Johann Philipp Franz von Schönborn e do seu irmão Friedrich Carl von Schönborn foi construída entre 1720 e 1744. O pintor veneziano Giovanni Battista Tiepolo, assistido pelo seu filho Domenico, pintou grande parte dos afrescos do edifício. Nos seus interiores, destaca-se a Escadaria Central, a Capela e o Grande Salão.
A residência foi danificada por bombardeamentos durante a Segunda Guerra Mundial, tendo os trabalhos de restauro sido iniciados logo após o fim da guerra.

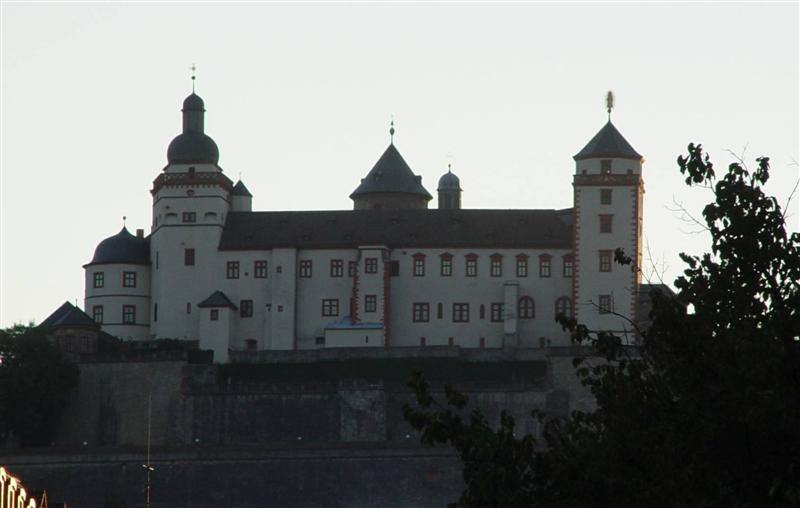
Festung Marienberg

### Festung Marienberg
Fortaleza, situada no ponto mais alto da cidade, em frente à Ponte Antiga. É o miradouro privilegiado sobre a cidade e os seus arredores.

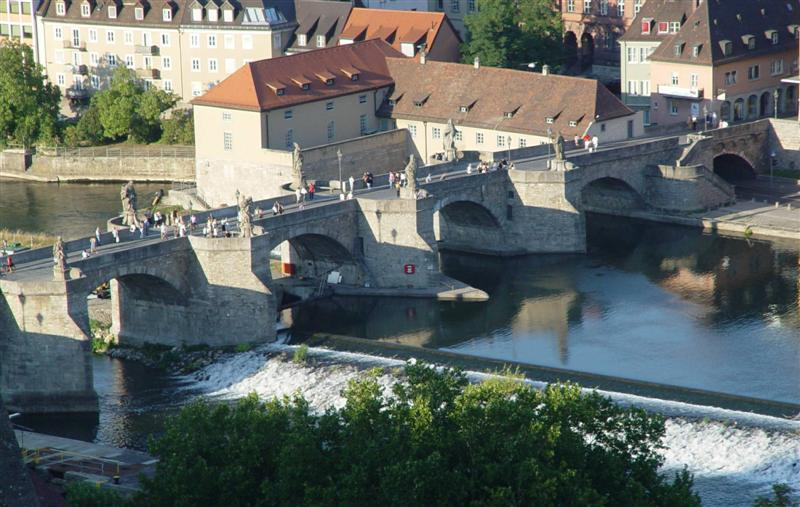
Ponte Antiga

### Ponte Antiga (Alte Mainbrücke)
A ponte antiga de Wurtzburgo sobre o rio Meno (Main) foi construída em 1473-1543. Em 1730 foi decorada com estátuas de Santos

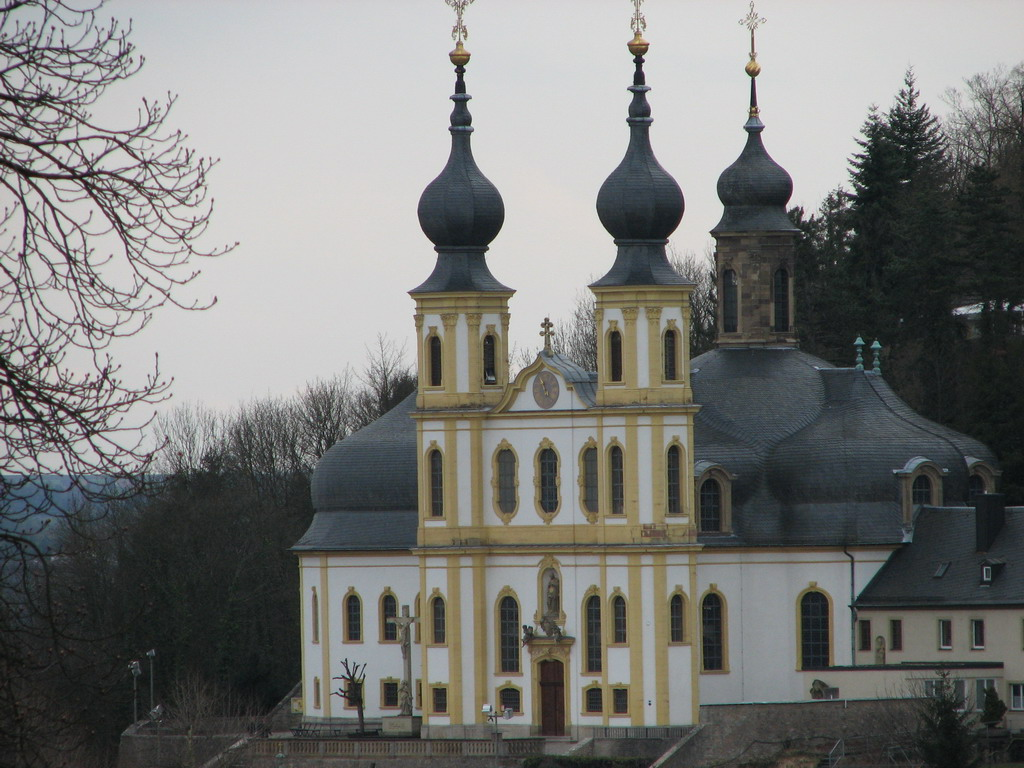
Käppele

### Käppele
A Käppele (Capela), é uma joia do Barroco, situada sobre uma colina com vista para a cidade. A arquitectura é de Balthasar Neumann.

## Clima
| Dados climatológicos para Würzburg | Dados climatológicos para Würzburg | Dados climatológicos para Würzburg | Dados climatológicos para Würzburg | Dados climatológicos para Würzburg | Dados climatológicos para Würzburg | Dados climatológicos para Würzburg | Dados climatológicos para Würzburg | Dados climatológicos para Würzburg | Dados climatológicos para Würzburg | Dados climatológicos para Würzburg | Dados climatológicos para Würzburg | Dados climatológicos para Würzburg | Dados climatológicos para Würzburg |
| Mês                                | Jan                                | Fev                                | Mar                                | Abr                                | Mai                                | Jun                                | Jul                                | Ago                                | Set                                | Out                                | Nov                                | Dez                                | Ano                                |
| ---------------------------------- | ---------------------------------- | ---------------------------------- | ---------------------------------- | ---------------------------------- | ---------------------------------- | ---------------------------------- | ---------------------------------- | ---------------------------------- | ---------------------------------- | ---------------------------------- | ---------------------------------- | ---------------------------------- | ---------------------------------- |
| Temperatura máxima recorde (°C)    | 15                                 | 18                                 | 24                                 | 27                                 | 30                                 | 33                                 | 36                                 | 36                                 | 32                                 | 28                                 | 18                                 | 15                                 | 36                                 |
| Temperatura máxima média (°C)      | 3                                  | 4                                  | 9                                  | 13                                 | 18                                 | 21                                 | 23                                 | 24                                 | 19                                 | 13                                 | 7                                  | 4                                  | 13                                 |
| Temperatura mínima média (°C)      | −2                                 | −2                                 | 2                                  | 4                                  | 8                                  | 12                                 | 13                                 | 13                                 | 10                                 | 6                                  | 2                                  | −1                                 | 6                                  |
| Temperatura mínima recorde (°C)    | −21                                | −21                                | −12                                | −4                                 | −1                                 | 2                                  | 6                                  | 4                                  | 2                                  | −4                                 | −11                                | −17                                | −21                                |
| Fonte: 19/12/2009                  |                                    |                                    |                                    |                                    |                                    |                                    |                                    |                                    |                                    |                                    |                                    |                                    |                                    |

## População
| Ano  | População |
| ---- | --------- |
| 1939 | 112 997   |
| 1950 | 86 564    |
| 1961 | 126 093   |
| 1970 | 128 547   |
| 1987 | 123 378   |
| 2002 | 131 582   |
| 2004 | 129 050   |
| 2006 | 131 320   |

## Personalidades
- Werner Heisenberg (1901-1976), Prémio Nobel de Física de 1932
- Dirk Nowitzki, Jogador de basquete que atuou na NBA, campeão na temporada de 2011.